# Charaxes phraortes
Charaxes phraortes is een vlinder uit de familie van de Nymphalidae. De wetenschappelijke naam van de soort is voor het eerst geldig gepubliceerd in 1847 door Edward Doubleday. De soort komt voor op Madagaskar.